# 眼中的銀河/Hero
《眼中的銀河/Hero》（瞳の中のGalaxy/Hero）是嵐的第13枚單曲。於2004年8月18日發行。唱片公司為J Storm。

## 解說
- 嵐第二回的兩A面單曲。
- 此單曲包含了連續劇主題曲，亦作為同年開催的夏季奧運會中繼印象曲，相比起前作，銷量高出了兩倍之多。而公信榜銷量更是自《a Day in Our Life》以來久違的25萬張。同時初動亦比前作上升不少。
- 除通常盤以外，還有兩種不同的初回版本，合計三版本。除了封套的不同，初回盤A收錄的是《眼中的銀河》的Original Karaoke及PV的DVD、初回盤B則是《Hero》。但是通常盤包含了兩者的Karaoke版本以及附錄曲，因此可以只購買通常盤便能收集到所有的歌曲。
- 封套上的標題實為「眼中的銀河｜Hero」，而沒有使用一般分隔兩A面歌詞的「／」符號。為此，公信榜亦跟隨封套上的記載方法。這是兩A面單曲的唯一特殊例子。
- 《眼中的銀河》是嵐少有的叙事式樂曲，以吉他作為背景演奏。而現實中，二宮確實有在曲中演奏吉他。
- 《Hero》發表的同年，嵐主持日本電視台「24小時電視」的時候亦有唱此曲。

## 收錄曲

### 通常盤
1. 眼中的銀河（瞳の中のGalaxy）
（作詞、作曲：藤井郁彌　編曲：CHOKKAKU）
朝日電視台連續劇「南君的小情人」主題曲（二宮和也主演）
2. Hero
（作詞：SPIN　作曲：谷本新　編曲：石塚知生）
2004年夏季奧林匹克運動會中繼印象曲
3. Hey Hey Lovin' You
（作詞：久世瑪莉亞　作曲：小森田實　編曲：CHOKKAKU）
4. 眼中的銀河（Original Karaoke）
5. Hero（Original Karaoke）
6. Hey Hey Lovin' You（Original Karaoke）

### 初回限定盤A
1. 眼中的銀河
2. Hero
3. 眼中的銀河（Original Karaoke）

### 初回限定盤B
1. Hero
2. 眼中的銀河
3. Hero（Original Karaoke）